# 1199 en santé et médecine
| Années de la santé et de la médecine : 1196 - 1197 - 1198 - 1199 - 1200 - 1201 - 1202    |
| Décennies de la santé et de la médecine : 1160 - 1170 - 1180 - 1190 - 1200 - 1210 - 1220 |

Cet article présente les faits marquants de l'année 1199 en santé et médecine.

## Fondations
- Première mention de l'hôpital Saint-Nicolas de Nailly, dépendant de l'abbaye Saint-Pierre de Flavigny en Bourgogne[1].
- Fondation à Sacile, dans le Frioul, en Italie, d'un hôpital de pèlerins, qui sera géré par la commune à partir de 1366 et qui, au milieu du XVe siècle, recevra aussi des malades et aura recours aux services d'un chirurgien[2].
- Avant 1199 : fondation à Sutton-at-Hone (en), près de Dartford dans le Kent en Angleterre, d'un hôpital voué aux soins « des malades, des vieillards, des infirmes et des pauvres », et qui sera confié aux hospitaliers de Saint-Jean de Jérusalem en 1214[3].
- 1195-1199 : fondation de la léproserie Saint-Lazare d'Herbet, au sud-est de Montferrand, en Auvergne[4].

## Divers
- 6 avril : Atteint quelques jours plus tôt d'un carreau d'arbalète au siège de Châlus, Richard Cœur de Lion meurt de septicémie ou de gangrène[5].
- Le treizième canon du concile de Londres tenu à Westminster sous la présidence de Hubert, archevêque de Cantorbéry, rappelle que depuis le concile du Latran de 1179, les lépreux doivent avoir « un prêtre et une église particulière avec un cimetière, à part, pour les inhumer[6] ».

## Publication
- Parution, sous le titre de Kitâb al-Diryâq, d'une traduction arabe du Livre de la thériaque du Pseudo-Galien[7].

## Personnalités
- Fl. Tortor[8] et Étienne[9], respectivement professeur et maître à l'université de médecine de Montpellier.
- Fl. Arnaud, médecin cité comme témoin dans un acte du chapitre de Die en Dauphiné[9].
- Fl. G., médecin à Saint-Guilhem-le-Désert en Languedoc[9].
- Fl. Jean, « médecin cité dans une charte de Saint-Maixent » dans le Maine[9].